# ラトレル・スプリーウェル
ラトレル・フォンテーン・スプリーウェル（Latrell Fontaine Sprewell, 1970年9月8日 - ）は、アメリカ合衆国ウィスコンシン州ミルウォーキー出身のバスケットボール選手。NBAのゴールデンステート・ウォリアーズ、ニューヨーク・ニックス、ミネソタ・ティンバーウルブズでプレイした。豪快なダンクシュートを持ちジャンプシュートもうまいシューティングガード。オールスター戦には4度出場。高い運動能力と強気で動じない性格を備え、全盛期にはチームの得点源として活躍したが、1998年に起こした監督への暴行事件がキャリア全般に影を落としている。

## 生い立ちと学生時代
3人兄弟の2番目として生まれる。父は母に暴行 (DV)を加えることがあり、両親はスプリーウェルが6歳の時に別れている。それ以降10年近くの間、彼は祖父母のもとで暮らした。
スプリーウェルが高校4年生の時、学校のバスケットボールチームに誘われ（もともとは陸上の長距離選手）、チーム入りのテストを受けた。これに合格したのみならず、間もなくチームの中心選手として活躍しはじめた。
高校卒業後はミズーリ州のスリーリバーズ短大に進み、2年目には26.6得点9.1リバウンドの成績をあげ、チームは短大の全国大会で4強入りした。この活躍が大学の一部リーグの目にとまり、スプリーウェルはアラバマ大学に編入、2年間はロバート・オーリーとプレイした。4年生の時には平均17.8得点をマークし、1992年のNBAドラフトでゴールデンステート・ウォリアーズに全体24位で指名された。当時は名前の読み方も知られていないほどの無名選手で、スプリーウェルを指名したドン・ネルソンゼネラルマネージャーを疑問視したり、嘲笑う人間が多かった。しかし、すぐに彼らは思い知らされることになった。

### ウォリアーズ時代
スプリーウェルは1年目からチームで首位の出場時間を得（登録選手のほとんどがケガで離脱したこともあった）、平均得点15.4点でオールルーキーセカンドチーム入りを果たした。2年目のシーズン総出場時間は3,533分でリーグ1位。チームは前シーズンより16勝多い50勝32敗の成績を残した。スプリーウェルはこのシーズン平均得点21点をあげ、オールNBAファーストチームとオールNBAディフェンシブセカンドチーム入賞を同時に果たす快挙を成し遂げた。
スプリーウェルは、その高い運動能力と豊富な運動量を持ち味に、高速でゴールに切り込んで見せるダンクシュートや中距離のジャンプシュートを武器にしていた。2年目の1994年から3年連続でオールスターに選ばれ、西軍のメンバーとして活躍した。
チームはスプリーウェルをはじめクリス・ウェバーやクリス・マリンなど才能ある選手を揃えていたが、1994-95シーズン以降は26勝、36勝、30勝と低迷を続け、監督も目まぐるしく変わった。そして1997-98シーズン初めから就任したのがP・J・カーリシモ監督だった。

#### 首絞め事件
カーリシモが監督に就いて以降もチームの状況は好転せず、開幕以降1勝13敗の泥沼に陥っていた。1997年12月1日のチーム練習で、カーリシモとスプリーウェルは口論になり、以降スプリーウェルのキャリアに重くのしかかる暴行事件に発展した。何度も出て行けというカーリシモに耐えかねたスプリーウェルは、「殺すぞ」と脅しながらカーリシモの首を掴んだ。チームメートに引き離され、その場を後にしたしばらくのちにスプリーウェルは再び練習場に戻り暴行を続けようとした。
この事件は大きく報道され、国中で議論を巻き起こすことになった。数日後にNBAはスプリーウェルに無期限の出場停止を言い渡した。これはやがて82試合（1シーズン分）の出場停止という扱いとなった。ウォリアーズはスプリーウェルとの契約を無効にし、スプリーウェルはコンバースとの広告の契約も失った。苦境に立たされたスプリーウェルは、弁護士とともにこの処分が人種差別の側面があることを強調しようとしたが、それほど効果はなかった。繰り返される報道の中では、カーリシモに暴言癖があることも報じられた。NBA史上最も重いとされた処分の後、スプリーウェルは二度とウォリアーズでプレイすることはなかった。

### ニックス時代
その後1998年3月に契約は回復されたが、シーズンの残り全ての試合に出場停止と処分は続いた。
翌1998-99シーズンは、NBAの選手とチームのオーナー側の労使交渉が収束せず、ロックアウトが発動する事態となり、シーズン開始が1999年にずれ込んだ。この年の1月にスプリーウェルはニューヨーク・ニックスにトレードされ1年以上公式戦から離れた後に復帰することとなった。50試合に短縮されたこのシーズンはブランクもあってベンチからのスタートになることが大半であった。
ニックスは27勝23敗とイースタン・カンファレンス8位、9位だったシャーロット・ホーネッツとは1ゲーム差という僅差で辛うじてプレーオフに滑り込んだ。1回戦ではマイアミ・ヒートと対戦し、3勝2敗で下した。続くカンファレンス・セミファイナルではアトランタ・ホークスを4勝0敗で退け、カンファレンス・ファイナルではインディアナ・ペイサーズに4勝2敗で勝利して、第8シードからNBAファイナル進出を決めた。イレギュラーなシーズンとは言え、8位シードのチームがNBAファイナルに進むのはNBA史上初めてのことだった（1回戦突破もデンバー・ナゲッツに次いで史上2度目）。ファイナルではサンアントニオ・スパーズと対戦、結果的に1勝4敗でスパーズに敗れたが、5試合平均26得点を記録した。
続く1999-2000シーズン、スプリーウェルはニックスの先発メンバーとして平均18.6得点をあげ、プレイオフではカンファレンスファイナルまで進出したが、インディアナ・ペイサーズに敗れ、2年連続のファイナル進出を逃した。2000年に6200万ドル5年間の契約延長を結んだ。その後2003年までニックスでプレイし、2002年にはオールスター戦出場も果たしたが、その後もトラブルは絶えず、チームも成績を落としていた。

### ティンバーウルブズ時代
ニックスとの契約は残っていたが、2003年に4チームが関係するトレードでミネソタ・ティンバーウルブズに移籍した。2003-04シーズンには、ケビン・ガーネットらと共にチーム史上初となるカンファレンスファイナル進出に貢献した。2004-05シーズンも引き続きウルブズでプレーしたが、チームとの契約延長条件に不満を漏らし、やる気のないプレー振りで批判を浴びた。

### 無所属そして引退へ
ウルブズと結んでいた契約は2004-05シーズンとともに終了し、スプリーウェルはフリーエージェントになった。その後、アラバマ大学時代のチームメイトだったロバート・オーリーからサンアントニオ・スパーズとの契約を持ちかけられたが、スプリーウェルはスパーズのコーチングスタッフにP・J・カーリシモがいたことを理由に、オーリーからの誘いを固辞した。結局2005-06シーズン開幕の時点で、どのチームとも契約を結ぶことができず、そのシーズン通してFAのままだった。結局NBAに復帰することができずにオフシーズンを迎えてしまう。
2006年8月、スプリーウェルは性行為中に女性の首を絞めたとして、暴行と婦女暴行の容疑で取調べを受けたことをミルウォーキー市警が発表した。去就が注目されたが、どのチームとも契約することなく2006-07シーズン以降は、事実上の引退状態になった。

## プレイスタイル
新人時代から優れたスピードと跳躍力、運動量を生かし、ファストブレイクでの強力な得点源という位置であった。当時ラン&ガンをチームオフェンスの柱としていたウォリアーズにはもってこいのタイプであり、独りオールスターに出場するなど、エースと呼べる存在まで台頭した。特に、ファストブレイクでトップスピードで走り回り、両手でのダンクシュートのフィニッシュは彼のトレードマークであった。また、身体能力や反射能力の高さを生かし、ディフェンス面でもスティールが多い選手だった。
オールスタークラスの選手にしては、キャリア初期はトランジション以外で今ひとつ飛び抜けたオフェンススキルがなかったが、ニックスに移籍後はジャンプシュートの精度も上がりトランジション以外でも得点を重ねる選手に成長した。
キャリアを通して基本的には、速攻を得意とする野性的なプレイをする選手であり、いい意味ではディフェンダーの予想外の動きをする独特のオリジナリティとテンポで守りにくい特徴があり、爆発した時にはチームの雰囲気自体を変えてしまう起爆剤のようなところがあった。
闘争心と高い身体能力とNBA屈指のスタミナに裏打ちされたディフェンスもそれなりの評価を受けている。ボールを奪うというより相手をガス欠に追い込む為のディフェンスだった。

## 個人成績

### NBA

#### レギュラーシーズン
| シーズン     | チーム       | GP  | GS  | MPG   | FG%  | 3P%  | FT%  | RPG | APG | SPG | BPG | PPG  |
| ------------ | ------------ | --- | --- | ----- | ---- | ---- | ---- | --- | --- | --- | --- | ---- |
| 1992–93      | GSW          | 77  | 69  | 35.6  | .464 | .369 | .746 | 3.5 | 3.8 | 1.6 | .7  | 15.4 |
| 1993–94      | GSW          | 82  | 82  | 43.1* | .433 | .361 | .774 | 4.9 | 4.7 | 2.2 | .9  | 21.0 |
| 1994–95      | GSW          | 69  | 69  | 40.2  | .418 | .276 | .781 | 3.7 | 4.0 | 1.6 | .7  | 20.6 |
| 1995–96      | GSW          | 78  | 78  | 39.3  | .428 | .323 | .789 | 4.9 | 4.2 | 1.6 | .6  | 18.9 |
| 1996–97      | GSW          | 80  | 79  | 41.9  | .449 | .354 | .843 | 4.6 | 6.3 | 1.7 | .6  | 24.2 |
| 1997–98      | GSW          | 14  | 13  | 39.1  | .397 | .188 | .745 | 3.6 | 4.9 | 1.4 | .4  | 21.4 |
| 1998–99      | NYK          | 37  | 4   | 33.3  | .415 | .273 | .812 | 4.2 | 2.5 | 1.2 | .1  | 16.4 |
| 1999–00      | NYK          | 82  | 82  | 40.0  | .435 | .346 | .866 | 4.3 | 4.0 | 1.3 | .3  | 18.6 |
| 2000–01      | NYK          | 77  | 77  | 39.2  | .430 | .304 | .783 | 4.5 | 3.5 | 1.4 | .4  | 17.7 |
| 2001–02      | NYK          | 81  | 81  | 41.1  | .404 | .360 | .821 | 3.7 | 3.9 | 1.2 | .2  | 19.4 |
| 2002–03      | NYK          | 74  | 73  | 38.6  | .403 | .372 | .794 | 3.9 | 4.5 | 1.4 | .3  | 16.4 |
| 2003–04      | MIN          | 82  | 82  | 37.8  | .409 | .331 | .814 | 3.8 | 3.5 | 1.1 | .3  | 16.8 |
| 2004–05      | MIN          | 80  | 79  | 30.6  | .414 | .327 | .830 | 3.2 | 2.2 | .7  | .3  | 12.8 |
| 通算         | 通算         | 913 | 868 | 38.6  | .425 | .337 | .804 | 4.1 | 4.0 | 1.4 | .4  | 18.3 |
| オールスター | オールスター | 4   | 1   | 19.3  | .486 | .125 | .529 | 3.8 | 2.5 | 1.3 | .0  | 11.0 |

#### プレーオフ
| シーズン | チーム | GP | GS | MPG  | FG%  | 3P%  | FT%  | RPG | APG | SPG | BPG | PPG  |
| -------- | ------ | -- | -- | ---- | ---- | ---- | ---- | --- | --- | --- | --- | ---- |
| 1994     | GSW    | 3  | 3  | 40.7 | .433 | .348 | .667 | 3.0 | 7.0 | .7  | 1.0 | 22.7 |
| 1999     | NYK    | 20 | 8  | 37.2 | .419 | .160 | .850 | 4.8 | 2.2 | 1.0 | .3  | 20.4 |
| 2000     | NYK    | 16 | 16 | 43.8 | .414 | .333 | .784 | 4.4 | 3.6 | 1.1 | .3  | 18.7 |
| 2001     | NYK    | 5  | 5  | 42.4 | .407 | .214 | .760 | 3.0 | 3.4 | 1.0 | .2  | 18.4 |
| 2004     | MIN    | 18 | 18 | 42.8 | .421 | .385 | .779 | 4.4 | 4.0 | 1.6 | .7  | 19.8 |
| 通算     | 通算   | 62 | 50 | 41.1 | .418 | .330 | .803 | 4.3 | 3.4 | 1.2 | .4  | 19.7 |